# Kulturantropologi
Kulturantropologi är läran om människan som kulturell varelse. Inom kulturantropologin studerar man människan i sociala och kulturella sammanhang. Kulturantropologer undersöker de processer som producerar, upprätthåller och förändrar kulturella beteendemönster, samhällsstrukturer och meningssystem. 

## Fokus
Trots globaliseringsprocesser uppvisar världens samhällen en enorm variation i sätten att organisera sig socialt, kulturellt, politiskt och ekonomiskt. Kulturantropologer undersöker denna variation i all dess komplexitet, för att få en bredare och djupare kunskap och förståelse om den kulturella människan och världens alla samhällen. Kulturantropologisk forskning kan således fokusera på allt från olika världsbilder och värderingar till olika trosföreställningar och ritualer. Kulturantropologisk forskning fördjupar och komplicerar kunskap om kultur, kulturella tolkningar, värderingar, religion, maktrelationer, känslor, släktskap, genus och många andra ämnen. Kulturantropologi skulle kunna betraktas som 'vetenskapen om folkgruppers kulturer'.

## Perspektiv
Utmärkande för kulturantropologin är ambitionen att sätta social mångfald i centrum och inte utgå från det industrialiserade västerländska samhället som norm. Det kulturantropologiska perspektivet grundar sig i att kritiskt och systematiskt ifrågasätta antaganden, kunskaper och perspektiv som i sammanhanget anses som självklara. Genom kulturantropologins jämförande perspektiv på globala sociala och kulturella variationer möjliggörs fördjupade insikter om hur samhällen, institutioner och sociala beteendemönster kan fungera och förstås. I sin essens belyser kulturantropologiska analyser hur likheter och variationer i människors tänkande och handlande uppstår, upplevs och får för sociala och samhälleliga konsekvenser. Centrala begrepp inom kulturantropologin är kultur, identitet, värderingar, normer, makt och mångfald.

## Metodtradition
De vanligaste forskningstraditionerna inom kulturantropologin är kvalitativa samhällsvetenskapliga metoder, med en särskild betoning på metoderna etnografi, intervju och deltagande observation. Metodologiskt överlappar således ofta kulturantropologernas arbetssätt andra kultur- och samhällsvetares. Den forskningsmetod som används mest inom kulturantropologin är fältarbete, vilket innebär en långvarig och omfattande kvalitativ studie hos exempelvis en folkgrupp eller organisation.
Inom kulturantropologin tillämpar man traditionellt sett ett socialkonstruktionistiskt, kulturrelativistiskt, komparativt och holistiskt analytiskt perspektiv på sociala och kulturella företeelser och fenomen i samhället. Andra analytiska perspektiv som till stor del har utvecklats inom kulturantropologin är hermeneutik, diffusionism, funktionalism, intersektionalitet, postkolonialism, strukturalism, strukturfunktionalism och symbolisk interaktionism.
I Sverige undervisas kulturantropologi främst vid Uppsala Universitet. 

## Relation till socialantropologi
Skillnaden mellan socialantropologi och kulturantropologi kan anses vara relativt marginell. Socialantropologi är läran om människan som social varelse, och kulturantropologi är läran om människan som kulturell varelse. Socialantropologer fokuserar på samhällen och sociala strukturer, inom vilka kulturer utgör en del, medan kulturantropologer fokuserar på kulturer och meningssystem, inom vilka de sociala systemen utgör en del. I kontrast till kulturantropologi skulle således socialantropologi kunna betraktas som 'vetenskapen om folkgruppers sociala och samhälleliga förhållanden'. Socialantropologi relaterar därmed mer till samhällsvetenskap och kulturantropologi till humaniora. Men eftersom skillnaderna mellan samhällsvetenskap och humaniora är diffus bör därför också avgränsningarna mellan dessa discipliner i viss mån betraktas som flytande.

## Arbetsmarknad
I likhet med andra kultur- och samhällsvetare arbetar kulturantropologer inom flera olika verksamheter och samhällssektorer. Bortsett från akademin arbetar ofta kulturantropologer med internationell utveckling och humanitärt arbete, migration och integration, mångfald och samhällsutveckling samt journalism och media.

## Kända kulturantropologer
- Arju Appadurai
- Lila Abu-Lughod
- Fredrik Barth
- Ernest Becker
- Ruth Benedict
- Franz Boas
- Pierre Bourdieu
- Philippe Bourgois
- Mary Douglas
- Émile Durkheim
- Thomas Hylland Eriksen
- James George Frazer
- Clifford Geertz
- Erving Goffman
- Max Gluckman
- Ulf Hannerz
- Zora Neale Hurston
- Claude Lévi-Strauss
- Alfred L. Kroeber
- Bronisław Malinowski
- Marcel Mauss
- Margaret Mead
- Lewis Henry Morgan
- Aihwa Ong
- Alfred Radcliffe-Brown
- Roy A. Rappaport
- Renato Rosaldo
- Carl-Ulrik Schierup
- Herbert Spencer
- Linda Stone
- Victor Turner
- Edward Burnett Tylor
- Stephen A. Tyler
- Max Weber
- Eric Wolf